# Pil (sanger)
 For alternative betydninger, se Pil. (Se også artikler, som begynder med Pil)
Pil Kalinka Nygaard Jeppesen (født  17. april 1990), kendt under kunstnernavnet Pil, er en dansk sangerinde og sangskriver, kendt for singler som "Dronning af Månen", “Nattely” og "Omvendt" - sidstnævnte skrevet sammen med musikeren Andreas Odbjerg.

## Historie
Pil er opvokset i Farum, hvor hun som barn lærte at spille på familiens klaver. Hun fik undervisning ved Furesø Musikskole, og brugte gennem hele ungdommen musikken som sit åndehul i fritiden. Det var ifølge hende selv på intet tidspunkt målet at blive professionel musiker. Faktisk nåede hun at læse psykologi ved Århus Universitet i halvandet år, inden hun i 2016 begyndte at udgive sange i eget navn - først på engelsk, men siden 2018 også på dansk.
Ifølge musikmagasinet HQ Music spillede sangerinden Medina en stor rolle for den unge Pil, da hun alligevel valgte at gå musikervejen. Medina skulle ifølge magasinet være et stort forbillede, hvad der siden er blevet bekræftet af Pil.
Debutsinglen "Nattely" udkom 9. marts 2018, og året efter, 18. oktober 2019, kom den anmelderroste EP Når Du Går Herfra.
Pil albumdebuterede med Kom vi flyver, siger du den 13. maj 2022.
Singlen "Dronning af Månen" var op til 2023 hendes mest spillede nummer på DR.

## Priser
Pil vandt i 2021 talentprojektet, Karrierekanonen, hos Danmarks Radio, med hvilket der fulgte et talentudviklingsforløb. I oktober 2023 vandt Pil P3s 'Talentpris' og 100.000 kroner i præmie ved P3 Guld.

## Diskografi

### Albums
| Titel                                                                      | Albumdetaljer                                                                     | Højeste placering | Certificering |
| Titel                                                                      | Albumdetaljer                                                                     | Danmark           | Certificering |
| -------------------------------------------------------------------------- | --------------------------------------------------------------------------------- | ----------------- | ------------- |
| Når Du Går Herfra (EP)                                                     | - Udgivet: 18. oktober 2019 - Selskab: The Arrangement - Format: Vinyl, LP, Album | —                 | Guld          |
| Kom Vi Flyver, Siger Du                                                    | - Udgivet: 13. maj 2022 - Selskab: No3 - Format: Vinyl, LP, Album                 | —                 |               |
| Hvis Du Tør At Drømme                                                      | - Udgivet: 9. februar 2024 - Selskab: No3 - Format: Vinyl, LP, Album              | —                 |               |
| "—" markerer en udgivelse, hvor der ikke er registreret hitlisteplacering. |                                                                                   |                   |               |

### Singler
| År                                                               | Titel                                                              | Højeste placering | Certificering | Album                 |
| År                                                               | Titel                                                              | Danmark           | Certificering | Album                 |
| ---------------------------------------------------------------- | ------------------------------------------------------------------ | ----------------- | ------------- | --------------------- |
| 2018                                                             | "Nattely"                                                          | 33                | 2×Platin      |                       |
| 2020                                                             | "Gulvet"                                                           | —                 |               |                       |
| 2021                                                             | "Omvendt" (Pil & Andreas Odbjerg)                                  | —                 | Platin        |                       |
| 2021                                                             | "Inde I Mig"                                                       | —                 |               |                       |
| 2022                                                             | "GULVET 22" (BURHAN G x PIL)                                       | —                 |               |                       |
| 2022                                                             | "Ingenting Jeg Hellere Vil"                                        | —                 |               |                       |
| 2023                                                             | "Dronning af Månen"                                                | 16                | Platin        | Hvis Du Tør At Drømme |
| 2023                                                             | "Dér" (feat. Wads)                                                 | -                 | Guld          | Hvis Du Tør At Drømme |
| 2023                                                             | "Andre Venner"                                                     | -                 |               | Hvis Du Tør At Drømme |
| 2025                                                             | "4 Øjne"                                                           | -                 |               |                       |
| 2025                                                             | "Hørt Det Før" (Anton Westerlin feat. Pil, Annika, Mille & Medina) | -                 |               | Godaften              |
| "—" markerer en udgivelse der ikke opnåede en hitlisteplacering. |                                                                    |                   |               |                       |